# ND Črnuče
Nogometno društvo Črnuče, thường hay gọi ND Črnuče hoặc đơn giản Črnuče, là một câu lạc bộ bóng đá Slovenia đến từ thị trấn Črnuče, thành lập năm 1971. Thời kì hoàng kim của đội bóng là giữa thập niên 1990, khi đội được dẫn dắt bởi Branko Oblak, người nắm quyền huấn luyện viên Črnuče năm 1994. Đội bóng vô địch Giải bóng đá hạng ba quốc gia Slovenia và về đích thứ ba Giải bóng đá hạng nhì quốc gia Slovenia 1995-96, nhưng từ chối thăng hạng. Đội bóng hợp nhất bởi đội láng giềng NK Factor năm 1997 và đội bóng chuyển đến sân nhà của Factor ở Ježica. Črnuče sau đó thành lập lại đội hình của mình để thi đấu ở sân nhà Công viên Thể thao Črnuče ở hạng thấp hơn, nhưng chưa bao giờ cao hơn cấp độ 4.

## Kết quả thi đấu
| Mùa giải  | Giải vô địch  | Thứ hạng |
| --------- | ------------- | -------- |
| 1991-92   | Giải hạng tư  | ?        |
| 1992-93   | Giải hạng tư  | thứ 2    |
| 1993-94   | Giải hạng tư  | thứ 1    |
| 1994-95   | Giải hạng ba  | thứ 1    |
| 1995-96   | Giải hạng nhì | thứ 3    |
| 1996-97   | Giải hạng nhì | thứ 14   |
| 1997-98*  | Giải hạng nhì | 1thứ 6   |
| 1998-99   | Giải hạng năm | ?        |
| 1999-2000 | Giải hạng năm | thứ 2    |
| 2000-01   | Giải hạng tư  | thứ 10   |
| 2001-02   | Giải hạng tư  | thứ 7    |
| 2002-03   | Giải hạng tư  | thứ 11   |
| 2003-04   | Giải hạng tư  | thứ 10   |
| 2004-05   | Giải hạng tư  | thứ 8    |
| 2005-06   | Giải hạng tư  | thứ 11   |
| 2006-07   | Giải hạng tư  | thứ 3    |
| 2007-08   | Giải hạng tư  | thứ 10   |
| 2008-09   | Giải hạng tư  | thứ 7    |
| 2009-10   | Giải hạng tư  | thứ 13   |
| 2010-11   | Giải hạng năm | thứ 3    |
| 2011-12   | Giải hạng tư  | thứ 13   |
| 2012-13   | Giải hạng tư  | thứ 11   |
| 2013-14   | Giải hạng tư  | thứ 12   |
| 2014-15   | Giải hạng tư  | thứ 11   |
| 2015-16   | Giải hạng tư  | thứ 12   |
| 2016-17   | Giải hạng năm | thứ 2    |
| 2017-18   | Giải hạng tư  | thứ 12   |
| 2018-19   | Giải hạng năm | thứ 5    |

## Danh hiệu
- Giải bóng đá hạng ba quốc gia Slovenia: 1

1994-95
- Giải bóng đá hạng tư quốc gia Slovenia: 1

1993-94